# Alonso Guerra
Alonso Guerra, O.P. (* Cáceres, ? - † Michoacán, 1596), fraile dominico español que ocupó altos cargos eclesiásticos y académicos en el Nuevo Mundo. Rector de la Universidad de San Marcos y obispo de Asunción (Paraguay) y Michoacán.

## Biografía
No se conocen muchos datos sobre su origen familiar. Pasó a las Indias como mercader, estableciéndose en Piura donde fue dueño de un barco en sociedad con otro comerciante, para la carrera entre Panamá y Lima (1537). Años después abandonó el oficio mercantil, entró en el noviciado dominicano y luego de hacer profesión religiosa (1547), fue enviado al convento de Huamanga. Trasladado a Arequipa como prior, pasó a Lima con el mismo cargo, ejerciendo el rectorado de la Universidad (1569), pero ante la intervención del virrey Francisco Álvarez de Toledo renunció a su alto cargo en la orden y se retiró a Huamanga.
Nombrado obispo de Asunción de Paraguay (1579), no pudo consagrarse debido a su pobreza, por lo que se trasladó a Lima donde reunidas las autoridades eclesiásticas para el III Concilio Provincial Limense, fue finalmente consagrado por el arzobispo Toribio de Mogrovejo. Terminado el Concilio (1583), decidió tomar posesión de su diócesis, ingresando a Asunción en septiembre de 1585. Sin embargo, pronto entró en conflicto con las autoridades civiles, entre ellos el gobernador Juan Torres de Vera y Aragón, por la carencia de rentas y el cobro de los diezmos, a tal extremo que terminó siendo expulsado de la provincia, luego de un motín promovido por los alcaldes y encomenderos (1590).
A pesar de ello, fue promovido al obispado de Michoacán en la Nueva España (1592), donde falleció en posesión de su sede.
| Predecesor: Francisco de la Cruz               | Rector de la Universidad de Lima 1569 - 1571 | Sucesor: Antonio Hervias                 |
| Predecesor: Pedro de la Torre                  | Obispo de Paraguay 1579 – 1592               | Sucesor: Baltasar de Covarrubias y Muñoz |
| Predecesor: Juan de Medina Rincón y de la Vega | Obispo de Michoacán 1592 – 1596              | Sucesor: Domingo de Ulloa                |